# Papyrus Harris 500
Le papyrus Harris 500, contient des copies des anciens contes égyptiens du Prince maudit et de La Prise de Joppé, des poèmes d'amour et du Chant du harpiste aveugle provenant de la tombe du roi Antef. Le papyrus date de la période ramesside (XIXe et XXe dynasties).

## Description
Le papyrus mesure 19,5 centimètres de hauteur et 142,5 centimètres de longueur. Des parties du papyrus original sont manquantes.

## Destin après la découverte
Le papyrus faisait partie de la collection d'Anthony Charles Harris et a été acheté après sa mort, en 1872, par le British Museum à Selima Harris, sa fille naturelle. Il se trouve dans le Département de l'Égypte ancienne et du Soudan du British Museum, avec le numéro d'enregistrement 1872, 1101.2.
Selon les rapports, le papyrus était intact lors de sa découverte, mais il a été endommagé lors d'une explosion qui a détruit la maison d'Alexandrie où il était conservé. La rumeur selon laquelle une copie du document complet avait été faite par Harris avant l'explosion n'a jamais été vérifiée.